# Calomicrus yunnanus
Calomicrus yunnanus – gatunek chrząszcza z rodziny stonkowatych i podrodziny Galerucinae.
Gatunek ten opisany został w 2009 roku przez Igora K. Łopatina.
Chrząszcz o ciele długości 4 mm i szerokości 2 mm, ubarwiony niebieskawozielono z zielonkawym pierwszym członem czułków, czarną resztą czułków i wargą górną, a odwłokiem pomarąńczowożółtym, z wyjątkiem jego pierwszego wentrytu. Głowa z silnie wypukłą listewką czołową, która po stronie brzusznej rozszerza się trójkątnie. Przedplecze trzykrotnie krótsze od pokryw, 1,34 raza szersze niż dłuższe, równomiernie zaokrąglone po bokach i najszersze pośrodku, opatrzone dwoma drobno punktowanymi, płytkimi wgłębieniami. Najszersze w tylnej połowie pokrywy pokryte są małymi punktami. Szczytowa cześć edeagusa jest silnie zbieżna ku wierzchołkowi i tam wcięta.
Owad znany tylko z Junnanu w Chinach.